# Нечунаєва
Нечуна́єва (рос. Нечунаева) — присілок у складі Каргапольського району Курганської області, Росія. Входить до складу Каргапольського міського поселення.
Населення — 169 осіб (2010, 216 у 2002).
Національний склад населення станом на 2002 рік: росіяни — 90 %.
Стара назва — Нечунаєво.